# 曹閔
曹閔（1462年—？），字宗孝，一字崇孝，號錦溪   ，直隸上海人，明朝政治人物，同进士出身。

## 生平
應天府鄉試第三十九名舉人。弘治九年（1496年）登丙辰科会试第二百十四名，廷试三甲一百三十八名進士。任福建沙縣知縣，任內治理有聲，百姓稱之為“曹佛”，升任南京监察御史。
正德年间，因弹劾刘瑾而被罢黜，百姓呼喊攀留。刘瑾被诛后，正德六年正月起复原职，七年三月升广西按察司佥事，九年参与征剿广西梧州北流等县流贼。後曹閔以養母不出。母親去世，曹閔守墓，得寒疾而卒。

## 家族
曾祖曹林、祖父曹益，曾任遇例冠帶、父親曹奎。母閔氏。重庆下。兄昕、弟淮、淵、暘、乾、潤、源、深、滋。